# Max Flövik
Max Flövik, född 23 december 1977, är gitarrist i rockbandet Lillasyster och var tidigare celloist i bandet Rallypack. Han gick musiklinjen på Hvitfeldtska gymnasiet. Han använder sig av Yamaha-cellos och Ibanez-gitarrer genom Mesa Boogie-förstärkare.
Flövik jobbar även på Dalslands Folkhögskola, där han undervisar inom musiklinjen B.R.A. (Beats and Rhymes Academy), samt Hulebäcksgymnasiet där han undervisar som baslärare och The Music College, Angered, där han undervisar generellt i musik och musikproduktion.